# 113 Eskadra IAF

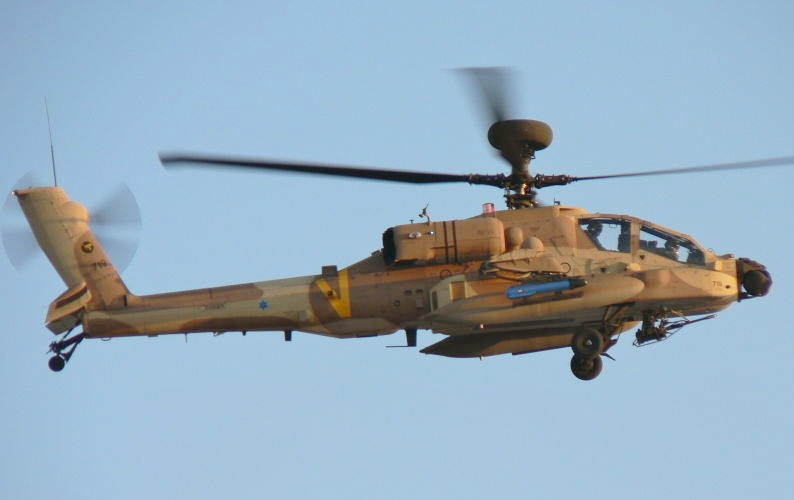
AH-64D Saraf

113 Eskadra (hebr. Ha'Tsira'a, Osa) – śmigłowcowa eskadra Sił Powietrznych Izraela, bazująca w Ramon w Izraelu.

## Historia
Eskadra została sformowana 4 października 1955 i składała się z 26 samolotów myśliwsko-bombowych MD 450B Ouragan. Była to pierwsza izraelska eskadra uzbrojona w ten typ samolotów. Pierwsze zwycięstwo powietrzne odniesiono 12 kwietnia 1956, kiedy nad pustynią Negew zestrzelono egipski myśliwiec Vampire.
Samoloty eskadry wzięły udział w walkach podczas kryzysu sueskiego w 1956 przeprowadzając niezwykle skuteczne ataki na egipskie pozycje na Półwyspie Synaj. Podczas wojny odniesiono 5 zwycięstw powietrznych, tracąc przy tym 2 własne samoloty (od ognia artylerii przeciwlotniczej).
Podczas wojny sześciodniowej w 1967 roku samoloty 113 Eskadry atakowały arabskie lotniska i wrogie wojska lądowe na frontach egipskim, jordańskim i syryjskim. W działaniach bojowych stracono 8 własnych samolotów. W 1968 podczas misji nad terytorium Jordanii stracono 2 kolejne samoloty. Latem 1970 roku podjęto decyzję o zawieszeniu misji bojowych samolotów Ouragan.
W listopadzie 1972 eskadra otrzymała 15 samolotów myśliwsko-bombowych Nesher, które dowiodły swojej sprawności bojowej podczas wojny Jom Kipur. Odniesiono 58 zwycięstw powietrznych, nie ponosząc przy tym żadnych strat własnych.
W 1976 eskadra rozpoczęła przechodzenie na samoloty myśliwsko-bombowe Kfir C-1. Pierwszą operację bojową przeprowadzono 9 listopada 1977 bombardując pozycje Organizacji Wyzwolenia Palestyny w południowym Libanie. W 1979 do służby wprowadzono nowszą wersję Kfir C-2, które uczestniczyły w walkach podczas wojny libańskiej w 1982. W 1987 eskadrę rozwiązano z powodu cięć w budżecie obronnym.
12 września 1990 ponownie sformowano 113 Eskadrę, tym razem uzbrojoną w 25 helikopterów szturmowych AH-64A Apache. Od 2005 eskadra używa wyłącznie modelu AH-64D.

## Wyposażenie
Na wyposażeniu 113 Eskadry znajdują się następujące helikoptery:
- helikoptery szturmowe AH-64D Apache.